# Mont Agepsta
Le mont Agepsta (Аҕьаҧсҭа en abkhaze, აგეფსთა en géorgien) est un sommet montagneux du Caucase. Il est situé dans les monts de Gagra, dont il est le point culminant avec 3 256 mètres d'altitude.